# Vagteltinamu
Vagteltinamu (Nothura minor) er en truet tinamuart, som findes i Sydamerika. Den er ca. 18-20 cm lang. Den har gule ben, dens næb er sort, og dens iris er brun. Det antages, at den yngler mellem oktober og februar. I år 2000 antog man, at der var 9000 voksne fugle tilbage af arten.